# 30 mai
ianuarie • februarie • martie  • aprilie  • mai  • iunie  • iulie  • august  • septembrie  • octombrie  • noiembrie  • decembrie
30 mai este a 150-a zi a calendarului gregorian și ziua a 151-a în anii bisecți. Mai sunt 215 zile până la sfârșitul anului.

## Evenimente

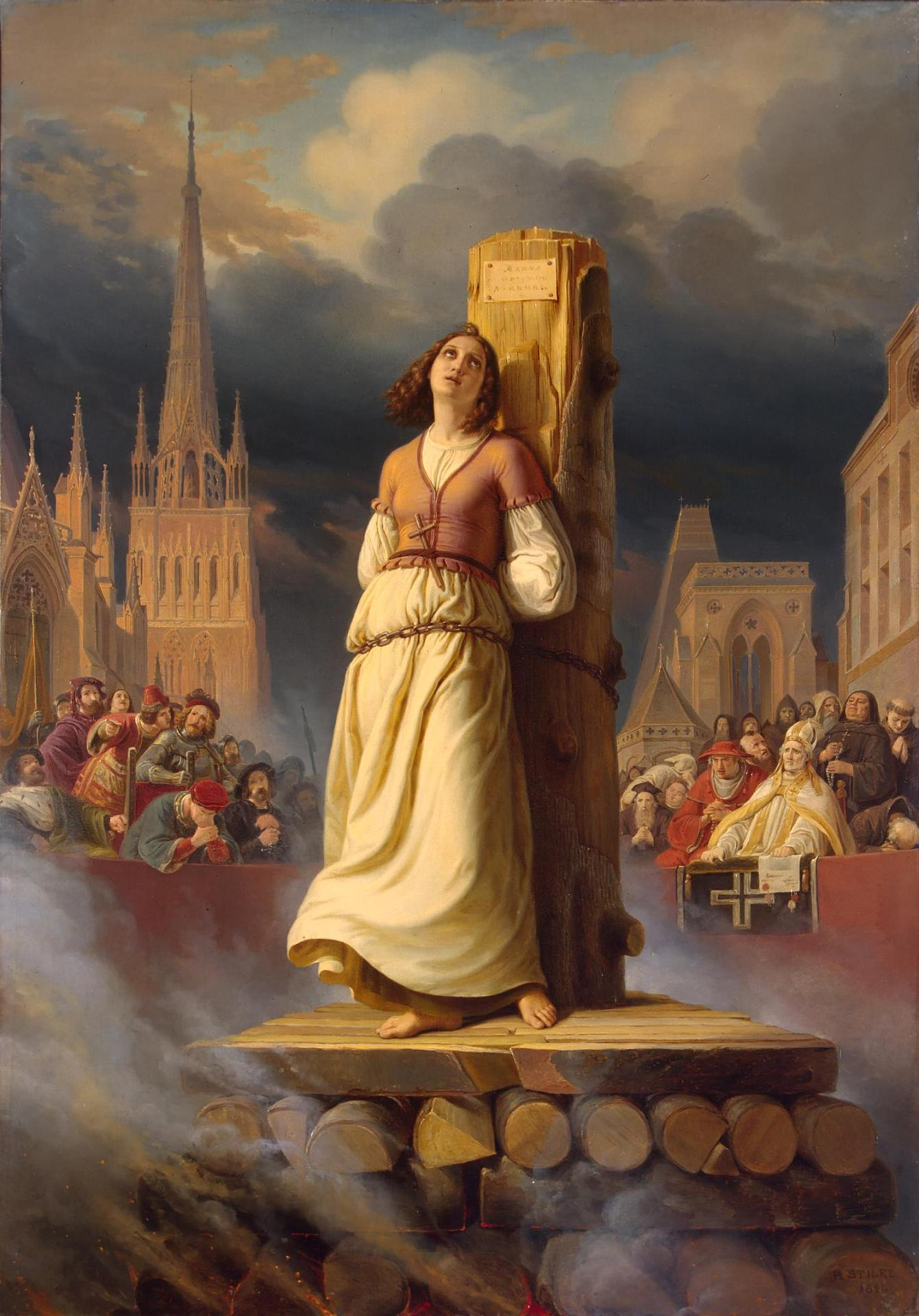
1431: La Rouen, Franța, Ioana d'Arc, în vârstă de 19 ani, este arsă pe rug de către un tribunal dominant englez.

- 1232: La doar un an după moartea sa, Anton de Padova este canonizat de către Papa Grigore al IX-lea.
- 1381: Începutul Răscoalei țărănești în Anglia.
- 1431: Războiul de 100 de Ani: la Rouen, Franța, Ioana d'Arc, în vârstă de 19 ani, este arsă pe rug de către un tribunal dominant englez. Din acest motiv, Biserica Catolică amintește această zi ca sărbătoare a Sf. Ioana d'Arc.
- 1536: Regele Henric al VIII-lea al Angliei s-a căsătorit cu cea de-a treia soție, Jane Seymour, o doamnă de onoare a primelor sale două soții.
- 1574: Henric al III-lea devine rege al Franței.
- 1631: Medicul regal Théophraste Renaudot publică primul ziar francez La Gazette. Foaia săptămânală va fi disponibilă până în 1915 (din 1762 sub titlul Gazette de France).
- 1635: Războiul de Treizeci de Ani: Se semnează Pacea de la Praga.
- 1814: Se semnează primul Tratat de la Paris, care a readus granițele Franței la întinderea lor din 1792. În aceeași zi, Napoleon I al Franței este exilat pe insula Elba.
- 1876: Sultanul otoman Abdülaziz este detronat și succedat de nepotul său de frate, Murad al V-lea. Trei luni mai târziu, Murad va fi înlocuit de fratele său, Abdul-Hamid al II-lea.
- 1915: Primul genocid al secolului XX, comis prin aplicarea Ordinul general de deportare a armenilor din Imperiul Otoman spre deșerturile din Siria și Irak; sute de mii de oameni au murit în urma epidemiilor.
- 1935: Orașul Quetta, capitala provinciei Belucistan (Pakistan), a fost distrusă de un cutremur, în care au murit peste 20.000 de oameni.
- 1945: Începe procesul ziariștilor „criminali de război și vinovați de dezastrul țării”. Printre acuzați: Pamfil Șeicaru, Radu Gyr, Nichifor Crainic. Sentința va fi pronunțată la 4 iunie 1945.
- 1971: Naveta spațială americană Mariner 9 este lansată într-o misiune pentru a aduna informații științifice despre Marte.
- 1975: Este fondată Agenția Spațială Europeană.
- 1982: Spania devine al 16-lea membru NATO și prima țară care intră în alianță de la admiterea Germaniei de Vest în 1955.
- 1990: Are loc un cutremur de 6,9 grade pe scara Richter în Vrancea.
- 1995: Bulgaria încheie un acord cu FMI privind ajutorul financiar pentru prevenirea falimentului național.
- 2024: Fostul președinte al Statelor Unite, Donald Trump, este găsit vinovat de un juriu pentru toate cele 34 de capete de acuzare legate de falsificarea unor registre de afaceri, devenind primul președinte american care este condamnat pentru o infracțiune.[1]

## Nașteri
- 1653: Claudia Felicitas de Austria, împărăteasă consort a Germanie (d. 1676)
- 1672: Petru cel Mare, țar al Rusiei (d. 1725)
- 1792: Prințul Bernhard de Saxa-Weimar-Eisenach  (d. 1862)
- 1800: Karl Wilhelm Feuerbach, matematician german (d. 1834)
- 1814: Mihail Bakunin, revoluționar rus (d. 1876)
- 1814: Eugène Charles Catalan, matematician belgian (d. 1894)
- 1840: Nicolae Valter Mărăcineanu, ofițer român căzut la Grivița (d. 1877)
- 1845: Amadeo I al Spaniei (d. 1890)
- 1850: Enea Grazioso Lanfranconi, inginer italian (d. 1895)
- 1884: Vilmos Nagy, general secui, drept între popoare (d. 1976)
- 1895: Nicolai Bulganin, prim-ministru al Uniunii Sovietice (d. 1975)

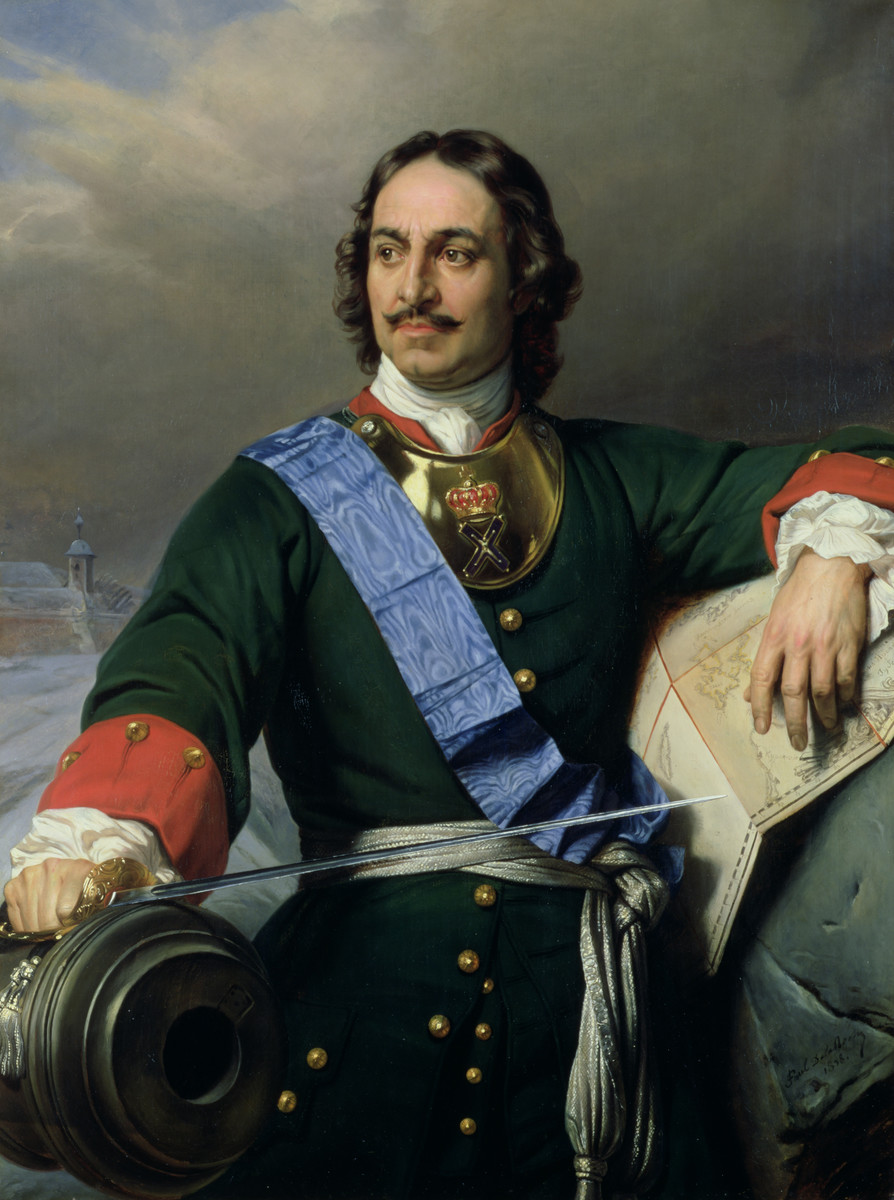
Petru cel Mare, țar al Rusiei
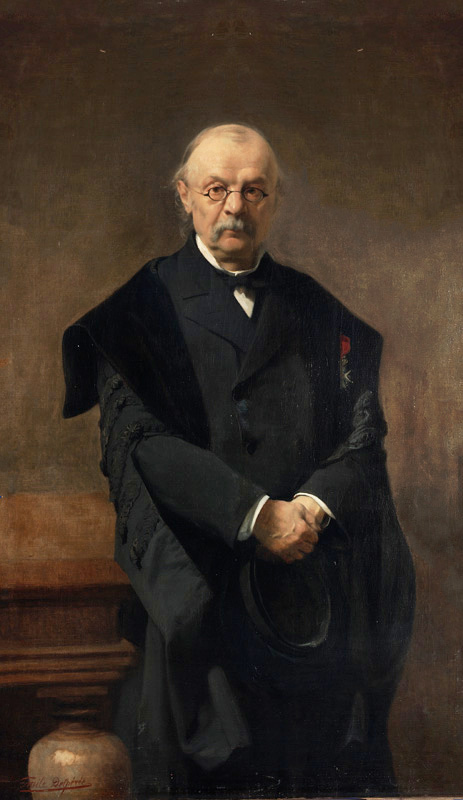
Eugène Charles Catalan, matematician belgian
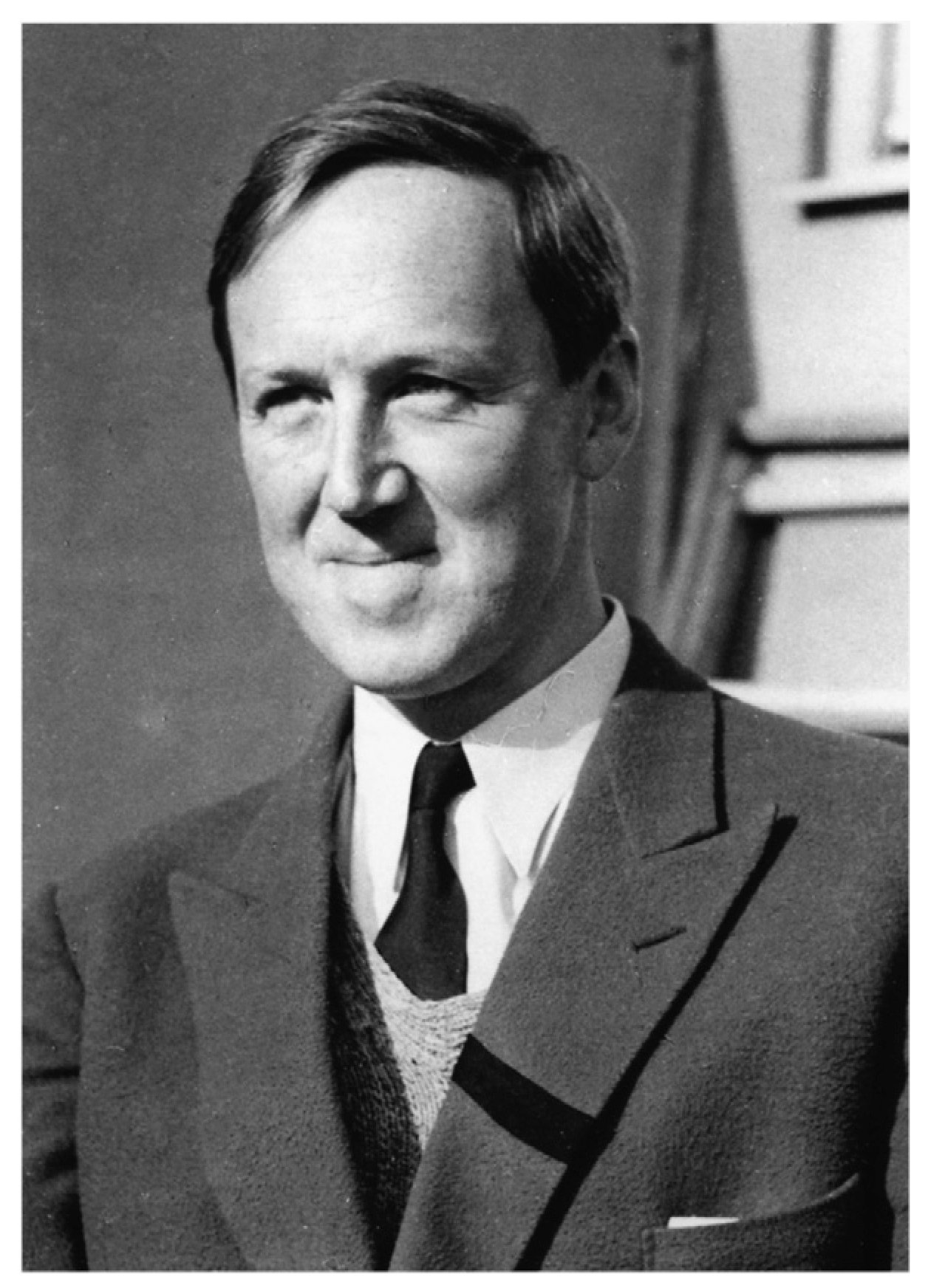
Hannes Olof Gösta Alfvén, fizician suedez, laureat Nobel

- 1896: Howard Hawks, regizor, scenarist și producător de film american (d. 1977)
- 1899: Irving Thalberg, producător american de film (d. 1936)
- 1908: Hannes Olof Gösta Alfvén, fizician suedez, laureat Nobel (d. 1995)
- 1912: Julius Axelrod, biochimist american, laureat Nobel (d. 2004)
- 1916: Joseph W. Kennedy, chimist american, codescoperitor al plutoniului (d. 1957)
- 1920: Franklin J. Schaffner, regizor american (d. 1989)
- 1929: Doina Cornea, disidentă anticomunistă română (d. 2018)
- 1931: Vizma Belševica, poetă, scriitoare și traducătoare letonă (d. 2005)
- 1946: Dumitru Dragomir, politician român, fost președinte al Ligii Profesioniste de Fotbal
- 1947: Gabriela Silvia Beju, sculptoriță română (d. 2021)
- 1952: Rodica Culcer, jurnalistă română
- 1953: Colm Meaney, actor irlandez
- 1956: David Sassoli, politician italian, fost președinte al Parlamentului European (d. 2022)
- 1958: Marie Fredriksson, cântăreață, cantautoare și pianistă suedeză de muzică pop (Roxette) (d. 2019)
- 1969: Vladimir Alexandru Mănăstireanu, politician român
- 1974: Andry Rajoelina, om politic și om de afaceri franco-malgaș, președinte al Madagascarului
- 1980: Steven Gerrard, fotbalist englez
- 1992: Albert Cristescu, handbalist român

## Decese
- 1252: Ferdinand al III-lea de Castilia (n. 1199)
- 1431: Ioana d'Arc, eroină națională a Franței (n. 1412)
- 1574: Regele Carol al IX-lea al Franței (n. 1550)
- 1593: Christopher Marlowe, dramaturg englez (n. 1564)

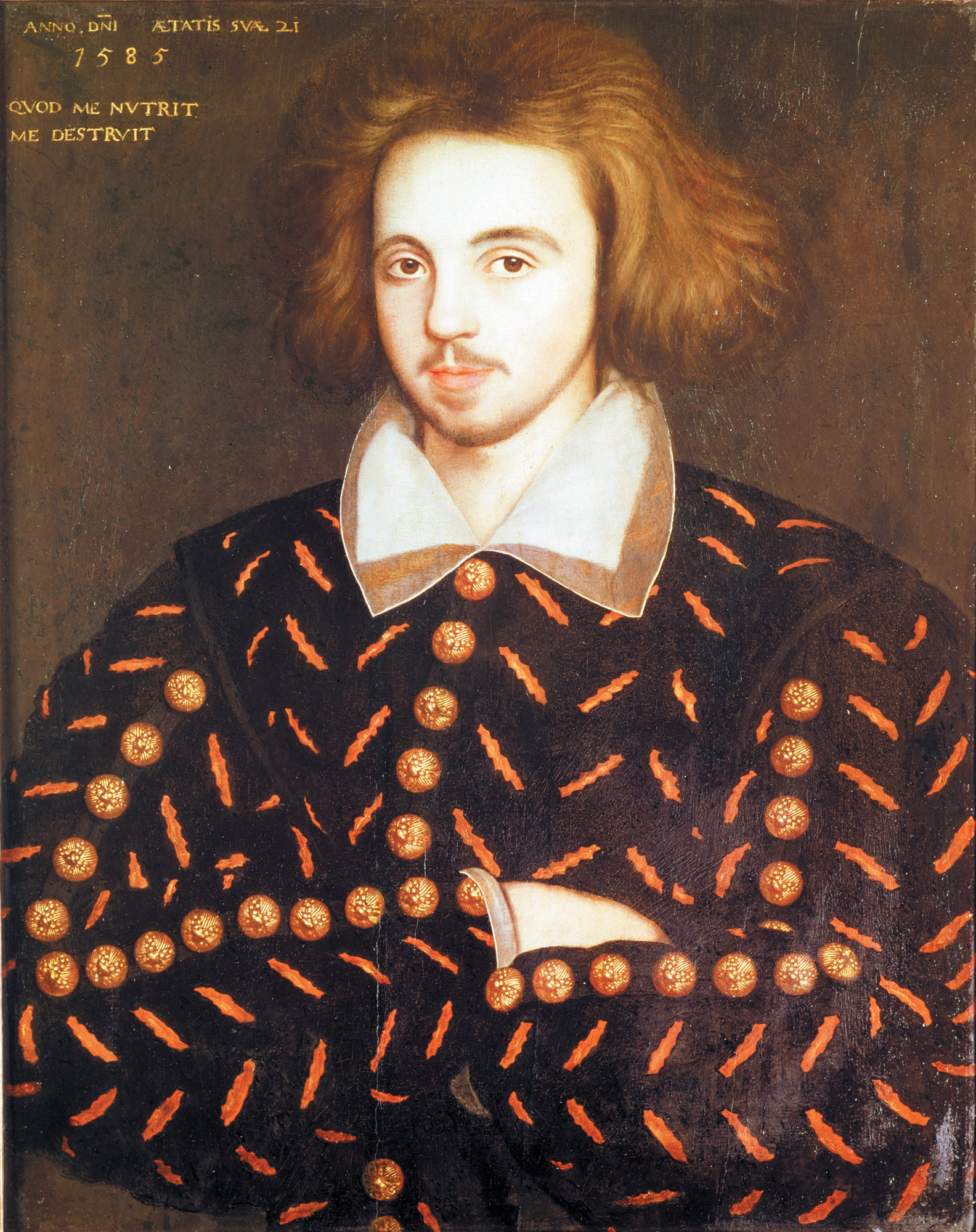
Christopher Marlowe, dramaturg englez
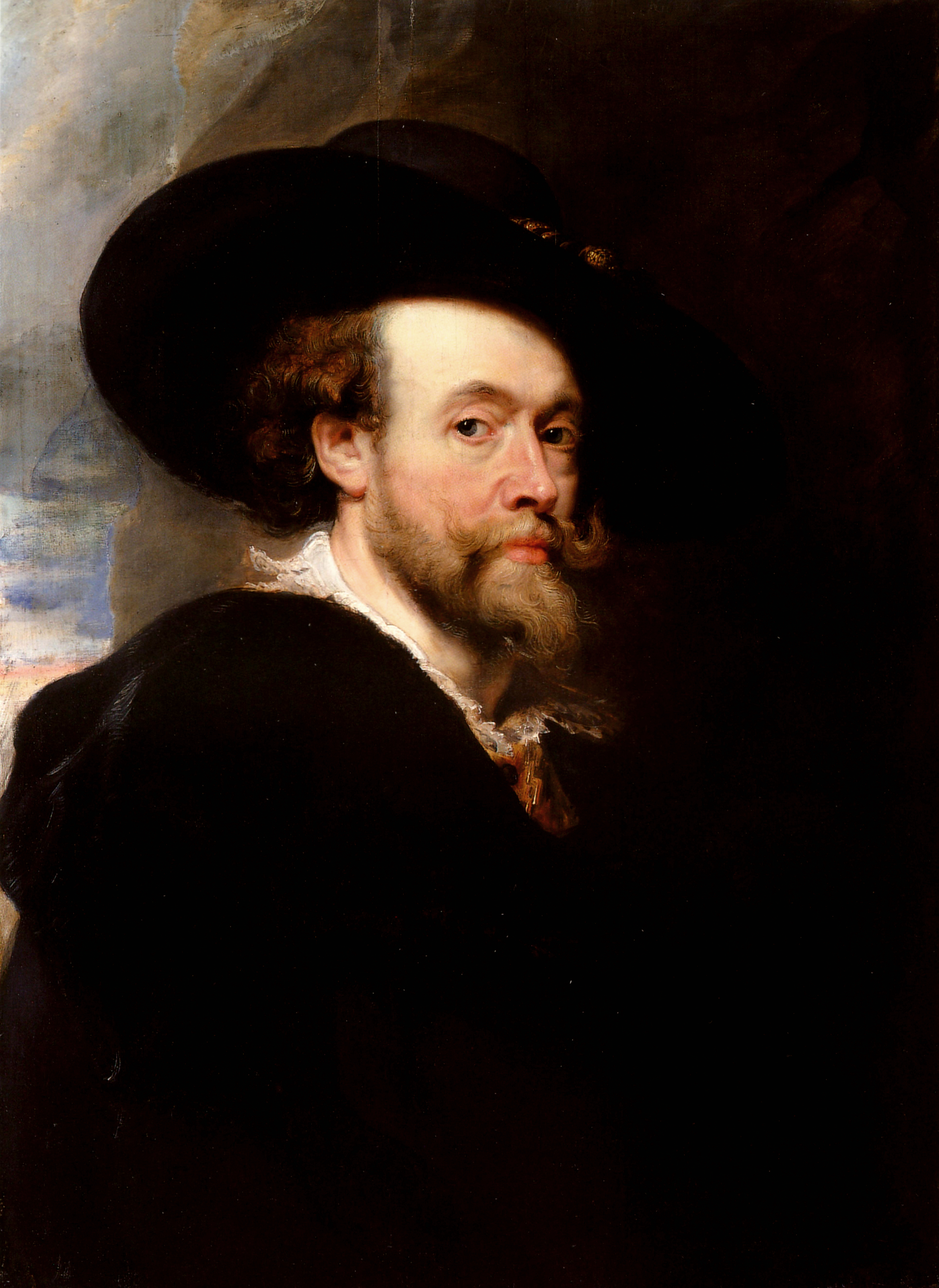
Peter Paul Rubens, pictor olandez
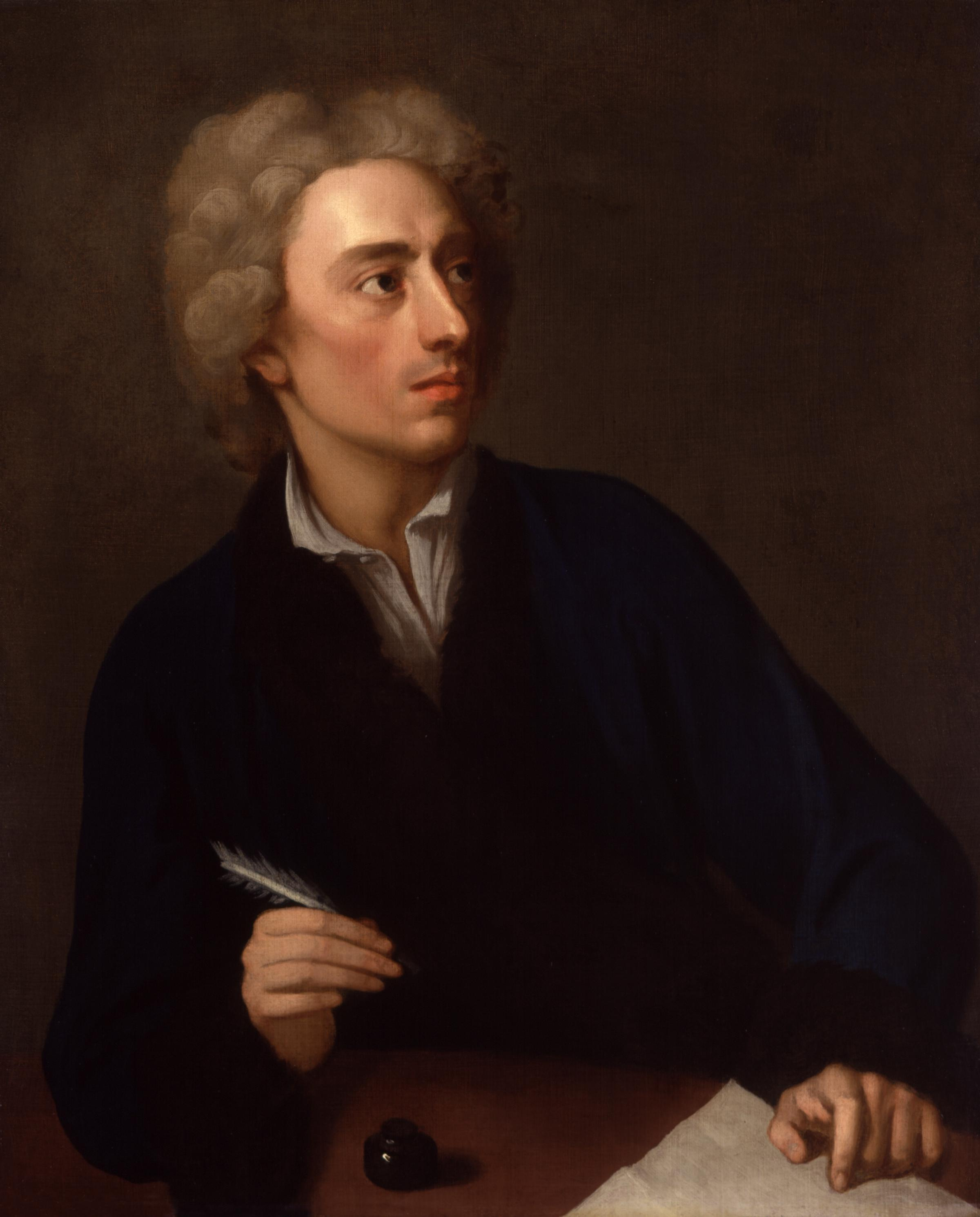
Alexander Pope, poet englez

- 1640: Peter Paul Rubens, pictor și desenator olandez (n. 1577)
- 1695: Pierre Mignard, pictor francez (n. 1612)
- 1731: Ducesa Violante Beatrice de Bavaria, Mare Prințesă de Toscana (n. 1673)
- 1744: Alexander Pope, poet englez (n. 1688)
- 1760: Johanna Elisabeth de Holstein-Gottorp, (n. 1712)
- 1770: François Boucher, pictor și desenator francez (n. 1703)
- 1778: Voltaire, filosof și scriitor iluminist francez (n. 1694)
- 1849: Joseph Marlin, scriitor și jurnalist german originar din Transilvania (n. 1824)

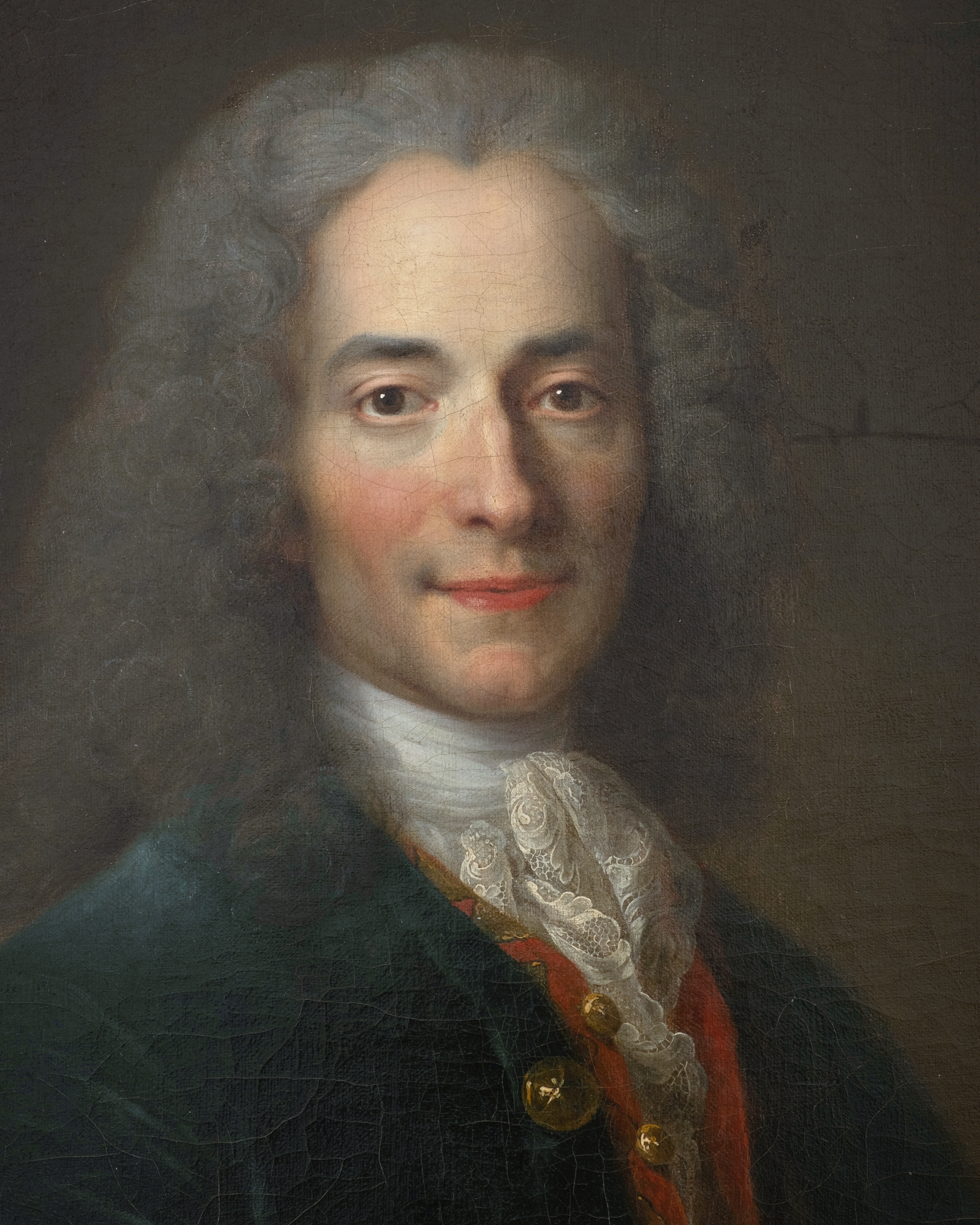
Voltaire, filosof și scriitor iluminist francez
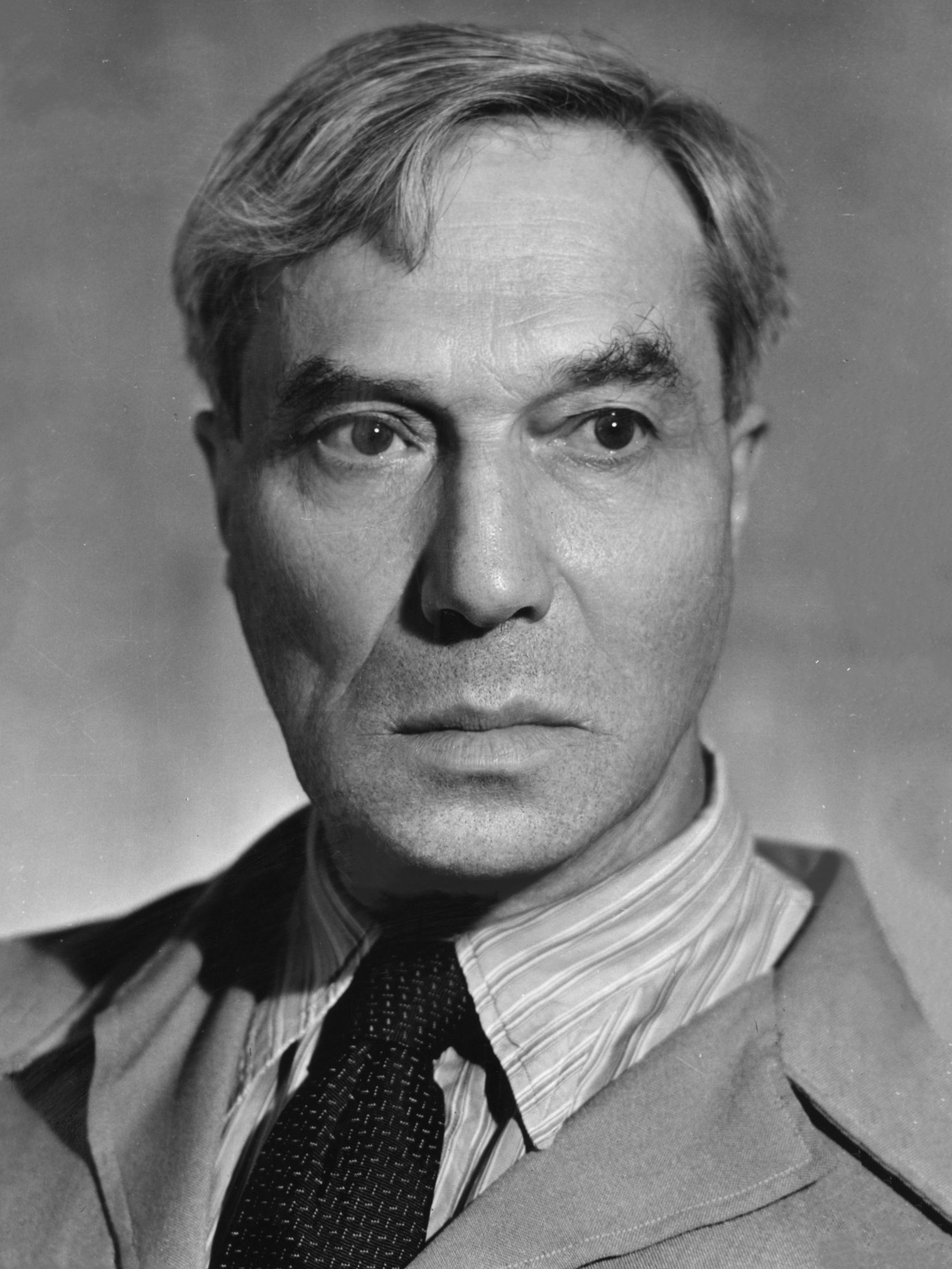
Boris Pasternak, prozator rus, laureat Nobel
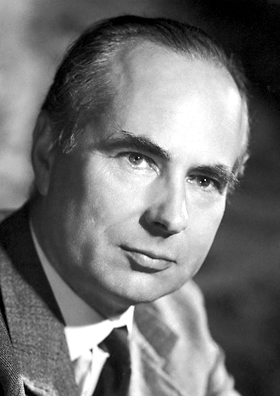
Andrew Huxley, biofizician și fiziolog britanic, laureat Nobel

- 1891: Prințesa Vilhelmine Marie a Danemarcei (n. 1808)
- 1904: Frederic Wilhelm, Mare Duce de Mecklenburg (n. 1819)
- 1906: Florian Porcius, botanist român (n. 1816)
- 1924: Amélie Beaury-Saurel, pictoriță franceză (n. 1848)
- 1960: Boris Pasternak, poet, prozator și traducător rus, laureat al Premiul Nobel (n. 1890)
- 1995: Ștefana Velisar Teodoreanu,  romancieră, poetă și traducătoare română, soția scriitorului Ionel Teodoreanu (n. 1897)
- 2012: Andrew Huxley, biofizician și fiziolog britanic, laureat al premiului Nobel (n. 1917)
- 2015: Vladimir Arnautović, jucător și antrenor sârb de baschet (n. 1962)
- 2017: Paul Fister, actor român (n. 1944)

## Sărbători
- Sf. Cuv. Isaachie Mărturisitorul, egumenul Mănăstirii Dalmaților, la Constantinopol (calendar ortodox)
- Sf. Cuv. Varlaam (calendar ortodox)

- România: Ziua gardianului public (din 1993)